# علم التحكم الآلي النفسي
علم التحكم الآلي النفسي، هو كتاب المساعدة الذاتية الذي كتبه ماكسويل مالتز في عام 1960،  اعتمد خبراء التحفيز والمساعدة الذاتية في التنمية الشخصية، زيغ زيغلر و توني روبنز وبريان تريسي تقنية ماكسويل مالتز[بحاجة لمصدر]، تعتمد الأساليب النفسية لتدريب نخبة الرياضيين على مفاهيم علم التحكم الآلي النفسي أيضًا،  يجمع الكتاب بين الأسلوب السلوكي المعرفي لتعليم الفرد كيفية تنظيم مفهوم الذات ، باستخدام النظريات التي طورها بريسكوت ليكي، وعلم التحكم الآلي لنوربرت وينر وجون فون نيومان ، يحدد الكتاب العلاقة بين العقل والجسد على أنها جوهر النجاح في تحقيق الأهداف الشخصية. 
وجد مالتز أن مرضاه في الجراحة التجميلية غالبًا ما كانت لديهم توقعات مرضية عن الجراحة، لذلك اتبع وسيلة لمساعدتهم على تحديد هدفهم وتحقيقة من خلال تصورالنتيجة الإيجابية.  مثال على مشكلة XY أن المرضى الذين يعتقدون أن الجراحة ستحل مشاكلهم، أصبح مالتز مهتمًا لماذا يعمل تحديد الأهداف، تعلم أن قوة تأكيد الذات وتقنيات التخيل الذهني تستخدم العلاقة بين العقل والجسد، حدد مالتز تقنيات لتطوير هدف داخلي إيجابي كوسيلة لتطوير هدف خارجي إيجابي، يعد هذا التركيز على المواقف الداخلية أمرًا ضروريًا لنهجه، حيث لا يمكن للنجاح الخارجي للشخص أن يرتقي أبدًا فوق المستوى المتصور داخليًا.

## استقبال
حقق الكتاب أفضل المبيعات وظل يُطبع باستمرار منذ نشره في عام 1960[بحاجة لمصدر] .

## طبعات بعد وفاته
عدة طبعات لاحقة تم إنتاجها منذ وفاة مالتس في عام 1975. 